# موريطنية القيصرية

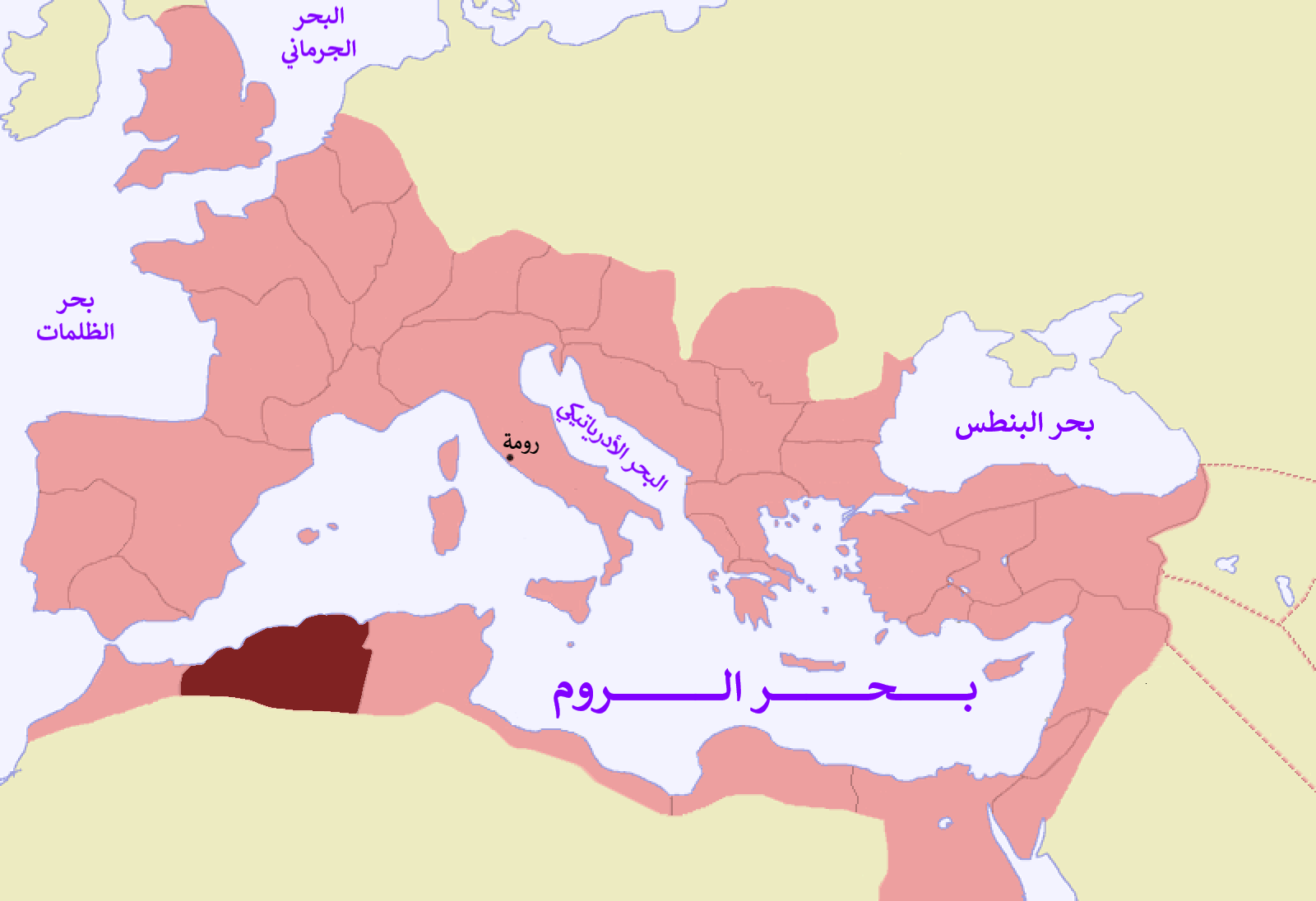
موريتانية القيصرية باللون البني غرب الجزائر

موريطانيا القيصرية (باللاتينية: Mauretania Caesariensis) كانت مقاطعة رومانية (غرب الجزائر) ضمن موريطانية التي كانت تحت حكم يوبا الثاني مملكة زبونة لروما، لم تكن تسمية مملكة تعبر عن استقلال حقيقي حيث أنه مع وصول أغسطس قيصر لسدة الحكم بدأ تشييد مستعمرات رومانية في موريطنية.
سميت بموريطانيا القيصرية خلال العهد الروماني كل البلاد التي كانت تقع من نهر ملوية غربا إلى «الوادي الكبير» شرقا، فمثلت بذلك أكبـر مقاطعة في الإمبراطورية الرومانية من حيث الامتداد الجغرافي والزمني. وظلت حدودها مستقرة لمدة تقارب القرنين ونصف القرن (42م- 288م)، أي من تاريخ تأسيسها إلى غاية انفصال مقاطعة موريطانية السطايفية (شرق الجزائر) في الجزء الشرقي منها. وشهدت «موريطانيا القيصرية» قيام العديد من المدن خلال فترة ما قبل القرن الرابع قبل الميلاد إلى ما بعد القرن الثالث الميلادي حسب إشارات المصادر الأدبية الإغريقية واللاتينية، وقد عرف ظهور هذه المدن النزول الأجنبي بالمنطقة.
دخلت «موريطانية القيصرية» تحت السلطة الرومانية مباشر مع نهاية حكم كاليغولا عام 40م وذلك بقضائه على بطليموس الموريطاني، آخر ملوكها، وذلك بسبب مشاركته المفترضة في مؤامرة للانقلاب عليه، لكن مقتل كاليغولا بعد ذلك بفترة وجيزة حرمه من إتمام انتصاره، قام كلوديوس بتحويل المملكة إلى مقاطعتين مقاطعة موريطانيا القيصرية نسبة لعاصمتها (مدينة شرشال حاليا) الجزائر.
تم تعويض المسيحية التثليثية بالآريوسية تحت حكم المملكة الجرمانية للوندال التي تأسست سنة 430م بتجاوزهم لمضيق جبل طارق.
تم القضاء على المملكة الوندالية على يد الجيش البيزنطي (رومان الشرق) حوالي 533م لكن أغلب مناطق موريطانيا القيصرية بقيت تحت سيطرة قادة محليين مثل ماستيقاس ولم يفرض البيزنطيون سيطرتهم على الداخل إلا بعد 560 و 570م.

## الموقع

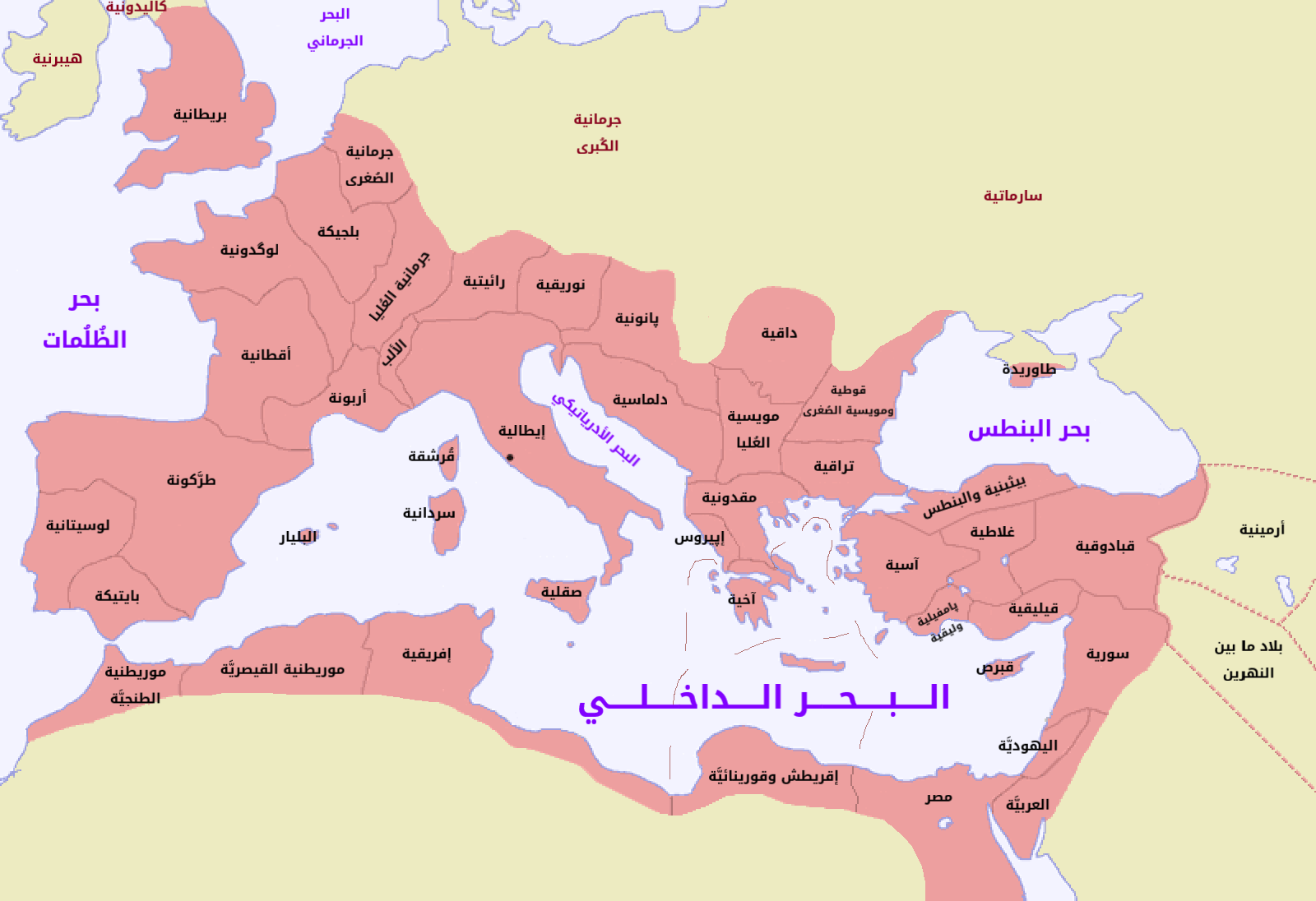
موقع موريطانيا القيصرية في غرب الجزائر وحدودها مع موريطانيا الطنجية

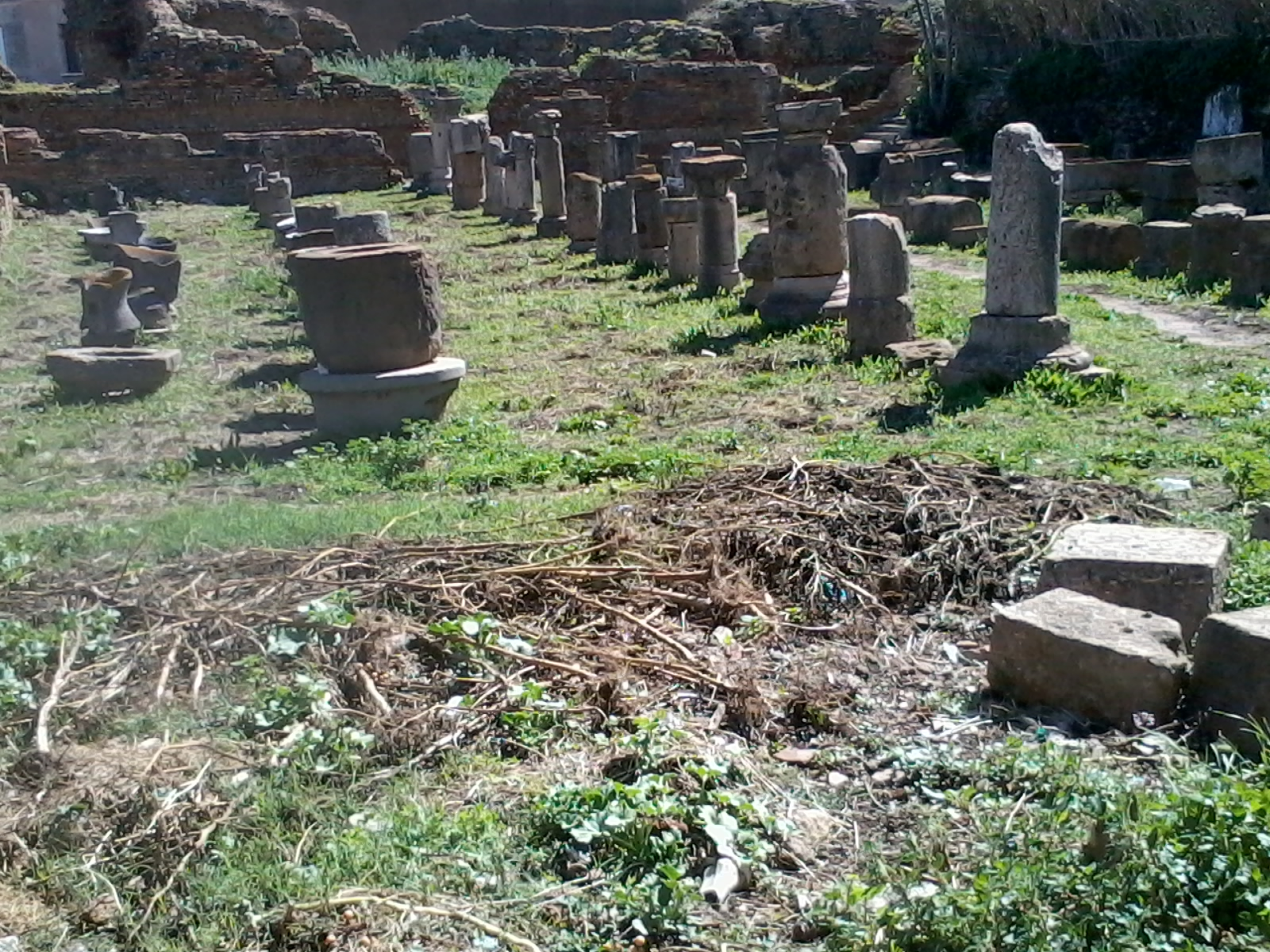
آثار الحمامات الرومانية بالجهة الغربية لمدينة شرشال

موريطانيا القيصرية، هي واحدة من الممالك النوميدية التي كانت تتبع روما سميت بموريتانيا القيصرية نسبة للقيصرية عاصمة المملكة (مدينة شرشال حاليا) كانت تمتد على الشمال الجزائري حاليا تحدها شرقا إفريقية (تونس) ومملكة نوميديا شرق الجزائر وغربا موريتانيا الطنجية (شمال المغرب حاليا).

## الاحتلال الروماني للجزائر

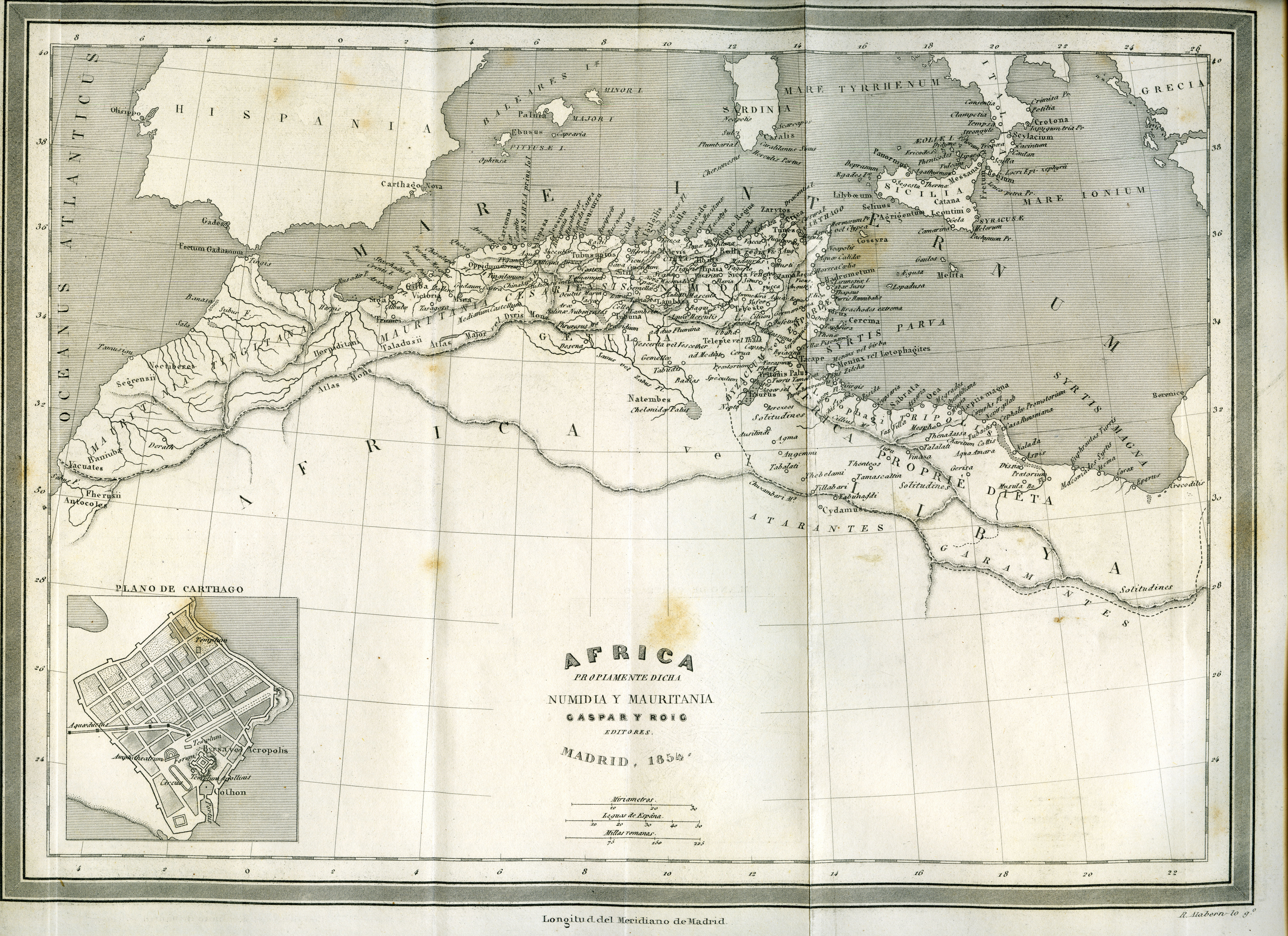
خريطة تبين موقع نوميديا وموريطانيا القيصرية في القطر الجزائري والحدود مع موريتانيا الطنجية

فتح موت يوغرطة ابواب بلاد النوميد امام التسلل الروماني إلى المدن النوميدية الكبيرة منها والصغيرة وانشئت مستعمرات في الأراضي التي يحميها المرتزقة الرومانية· ولكي لا يمسوا شعور الأمراء البربر والملاكين الكبار قسموا مملكة يوغرطة بين أفراد أسرة الملك ماسينيسا وثبتوا حكم بوكوس وخلفائه على موريطانيا الطنجية·
ورضخ الأمراء النوميديون الذين اضعفتهم الحروب لهذا الوضع وأصبح بعضهم مخلصين لروما وتخلقوا باخلاق الرومان واقتبسوا عاداتهم فتعلموا اللغة اللاتينية وتثقفوا بها·
تم تحويل بلاد النوميد تدريجيا لبلاد رومانية بمعاونة هذه الأسر الكبيرة المتحولة عن مبادئها والتي ظلت تضطلع ببعض المسؤوليات والألقاب التي توهمهم بعظمة اجدادهم ورفعتهم·
تلقى ملوك نوميديا و «موريطانيا القيصرية» طوال هذا القرن أوامرهم من روما واشتركوا في اغلب الأحيان في حروبها وكان نجاح الجانب الروماني أو البربري أو فشله يؤدي لنجاح الجانب الآخر أو فشله·
غير أنه باستثناء المرتزقة الذين كانوا يشاطرون رؤسائهم مصيرهم ظل معظم السكان بعيدين عن هذه المعارك وانسحبوا إلى جبالهم حانقين مزمعين على اغتنام كل فرص الهجوم على السهول والمدن لاستعادة املاكهم المغصوبة·
انعكست المنازعات والحروب ما بين القناصل الرومان على أفريقيا الشمالية، فقد أراد كل جانب أن يضمن لنفسه محالفة ملوك البربر ودارت المعارك الطاحنة مابين قيصر وبومبيوس على شاطئ البحر المتوسط·
وفي بلاد البربر حالف يوبا الأول ابن هيمبسال الذي حكم ل20 سنة القائد بومبيوس فيما حالف بوغود وبوكوس الثاني القائد قيصر·
و قد تمكن قيصر من جعل الجزء الشرقي من نوميديا تابعًا لولاية رومانية جديدة التي اسسها في قرطاج سماها مقاطعة أفريكا وبقيت موريطانيا دولة كبرى تابعة له·

## فن القتال في معارك البربر
امتاز الجيش النوميدي بالمناوشات التي تستنفذ قوة العدو وتنهكه، فهم يحسنون رصد حركاته والتنبه لها بسرعة فائقة، و
الخيالة النوميد يحدثون فراغا من حواليه بسد الينابيع والآبار أو تسميمها واتلاف المزروعات وقصع خطوط مواصلاته وكانوا ينصبون كمائن وكانوا لاسيما في الليل ينقضون في حين غرة على الجوش الغافلة وتلحق بها أشد الاضرار وتختفي بلمح البصر وإذا كانوا يؤثرون الحرب غير النظامية على المعارك الكبرى فهذا لفاعليتها وليس خوفا منها فقد عرفوا بالبسالة·

## التقسيم الروماني

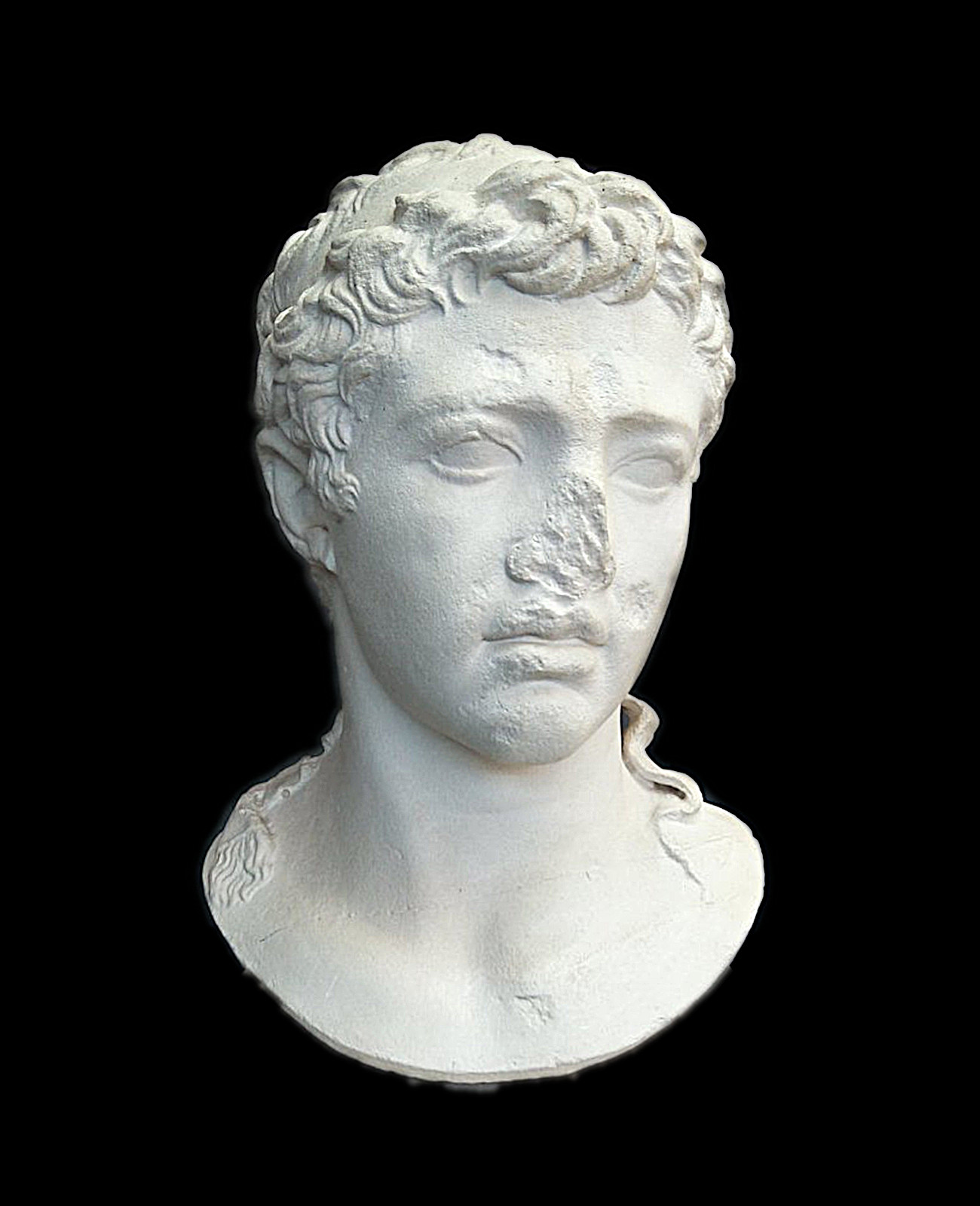
تمثال نصفي للملك يوبا الثاني في متحف شرشال

### تقسيم البلاد إداريا

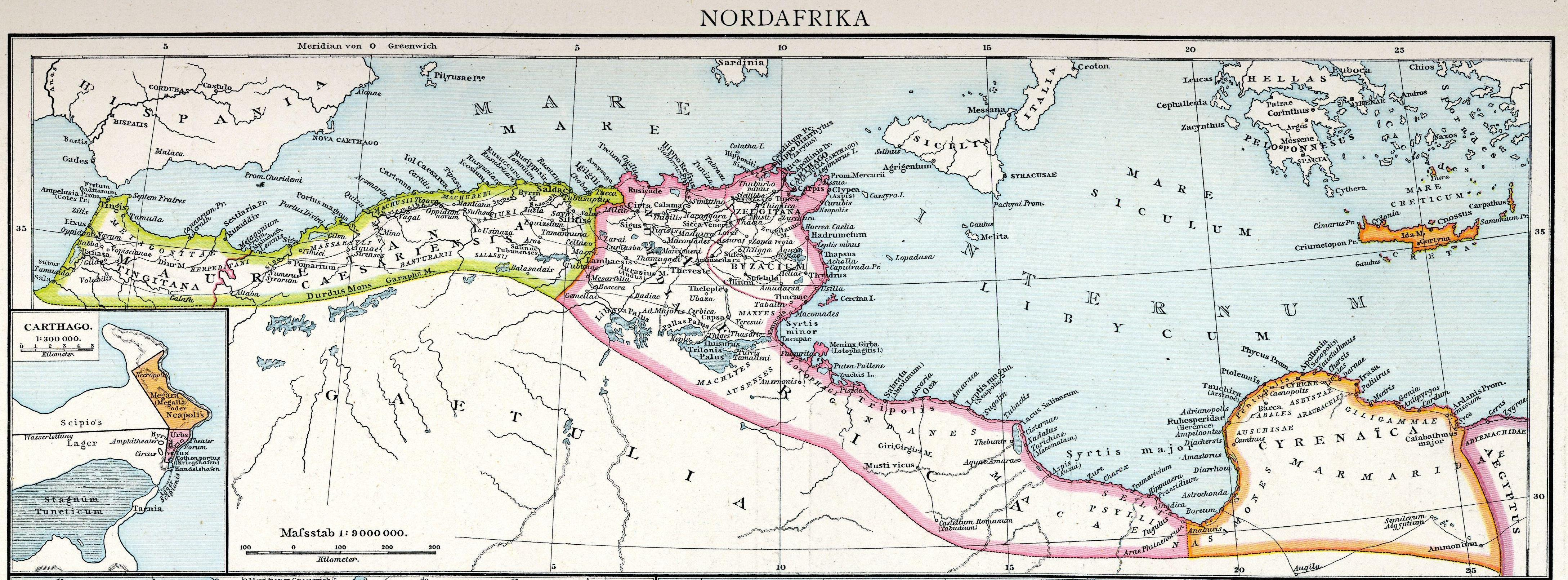
خريطة تبين موقع نوميديا و«موريطانيا القيصرية» في القطر الجزائر وحدودها مع موريتانيا الطنجية

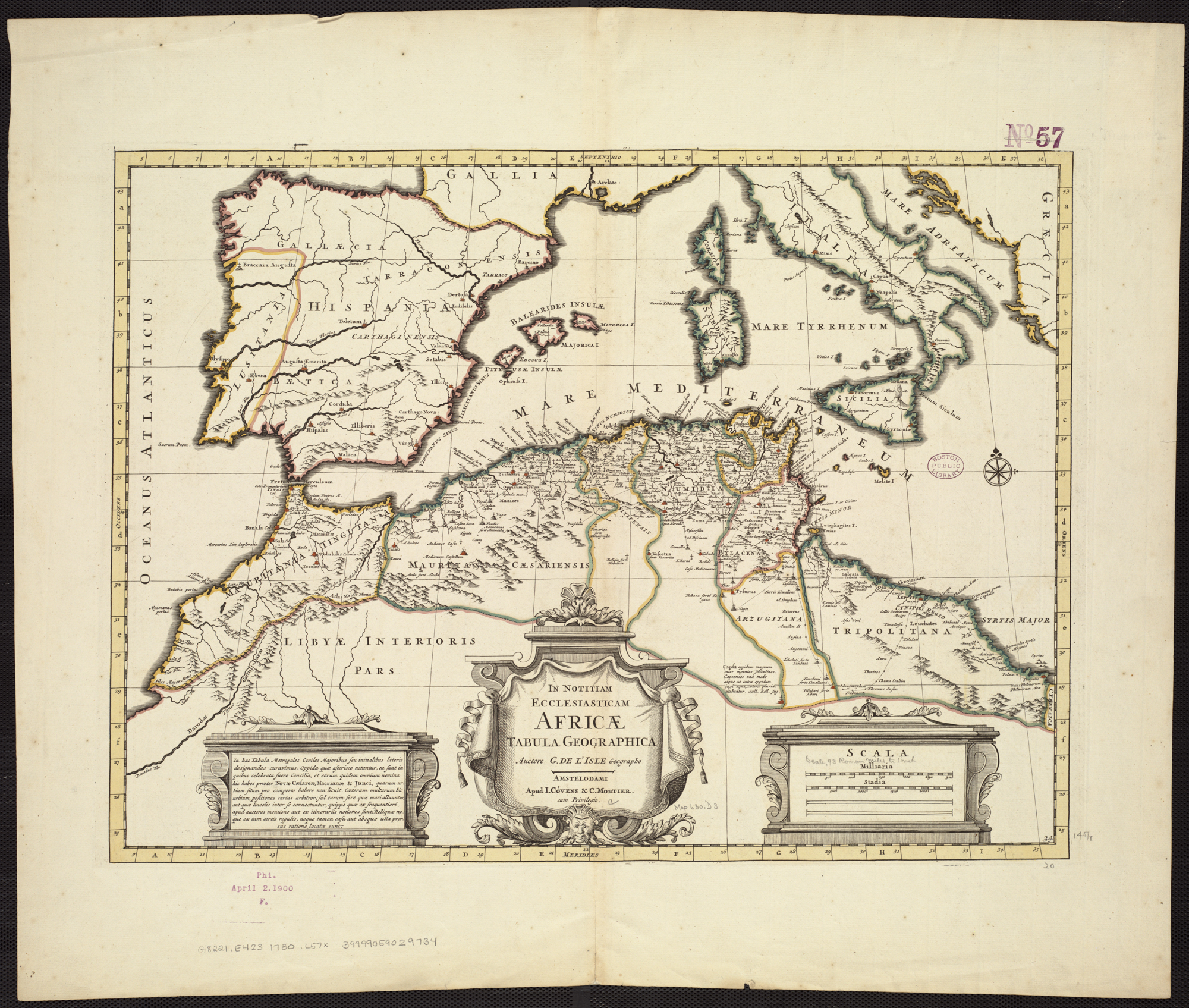
خريطة تبين موقع نوميديا و«موريطانيا القيصرية» في القطر الجزائر وحدودها مع موريتانيا الطنجية

قسمت أفريقيا من السنة 42 ق·م إلى 290 م إلى اربع ولايات:
- افريقيا (الولاية القنصلية) متضمنة على وجه التقريب مساحة البلاد التونسية الحالية ويحكمها وال روماني مقيم في قرطاجة·
- نوميديا الممتدة من طبرقة إلى وادي الرمال عاصمتها سيرتا (قسنطينة حاليا) يحكمها قائد القوات المسلحة في أفريقيا ونوميديا·
- «موريطانيا القيصرية» الممتدة من نهر الامبساغا (الرمال) إلى وادي ملوية وعاصمتها شرشال (الجزائر)·
- موريطنية سيتيفينسيس الممتدة من «موريطانيا القيصرية» إلى الأراضي النوميدية وإفريقيا وعاصمتها سطيف (الجزائر)·
- موريطانيا الطنجية المطابقة للمغرب الحالي وعاصمتها تينجيس (طنجة)·

### إدارة المدن
كان يقوم بادارة العشائر المحلية زعماء من أبناء البلاد تقدم لهم برانس حمراء تشير إلى مناصبهم·
اما المدن التي كان يقطنها عدد كبير من الرومان، فكانت تتمتع ببعض الاستقلال الذاتي وكان لها مجالس بلدية مؤلفة من الأعيان·

### إدارة الأراضي والأملاك
كان الرومان يملكون الأراضي التي يشغلونها ولا يؤدون ضريبة عقارية بينما تعتبر اراضي سكان البلاد ملكا للدولة الرومانية·

## عمل الرومان
اعتمدت روما على بورجوازية المدن والاسر الضخمة في إدارة البلاد لذا فلم تحتج لعدد كبير من كبار الموظفين الرومان·
و قد اقتصر التحويل إلى الجنسية الرومانية من سكان المدن على الاغنياء والمثقبين والملاك والتجار والعسكريين وهؤلاء فقط كانوا يتكلمون اللاتينية أن اقتضى الأمر اما اغلبية السكان تكلموا بلغة الامازيغية·
و لم يات الاستعمار الروماني في الميدان الاقتصادي باشياء جديدة فقد ظل الناس يزرعون القمح والشعير واشجار الزيتون والعنب والمواشي وقاموا باعمال الري وحفر الابار الرتوائية واقمة السدود وانشاء الطرق ولا اثر يدل على اهتمام الرومان بمصالح السكان المحليين·

## ردود الفعل لدى البربر
رغم اقصاء النوميد البربر بصورة مستمرة إلى الأراضي القاحلة والجبال وتفقيرهم ورغم محاولات التحويل إلى القومية الرومانية احتفظ الشعب البربري بكامل استقلاله وظلوا يحاولون طرد الغريب ومكافحته·

### ثورات البربر
من سنة 17 إلى 24، ثورة تاكفاريناس في الأوراس بمساعدة مازيبا من جنوبي تونس·
من 40 إلى 42 ثورة أطلس المغرب وسكان الجبال في «موريطانيا القيصرية»·
من 79 إلى 81 وقبلها 69 إلى 79 ثورة «النسمنس» الذين امتنعوا عن تادية الضرائب·
من 117 إلى 138 في عهد [انطوان التقي] ‘ثورة اوريس’·
من 161 إلى 235 ثورات متتابعة في جميع بلاد البربر·
من 253 إلى 297، أعلنت بلاد القبائل باسرها العصيان بادارة فاراكسون واراديون (البيبان، بابور، سور الغزلان، ميلة)·